# Szczyrba
Szczyrba (słow. Štrba, niem. Tschirm, węg. Csorba) – gmina (obec) na Słowacji położona w kraju preszowskim, w okręgu Poprad. Na obec Szczyrba składają się: wieś Szczyrba jako taka, osada Tatrzańska Szczyrba (powstała w 1871) oraz miejscowość Szczyrbskie Jezioro.
Według schematyzmu diecezji spiskiej z 1891 istnieje kościół parafialny już od 1222. Według innych danych pierwsze wzmianki o wsi Szczyrba pochodzą z roku 1280. Szansą wsi okazało się powstanie Kolei Koszycko-Bogumińskiej wraz z jej stacją Hochwald na terenie obecnej Szczyrby. W związku z tym faktem, miejscowość początkowo rozwijała się głównie jako węzeł transportowy.
Według danych z dnia 31 grudnia 2016, wieś zamieszkiwały 3494 osoby, w tym 1777 kobiet i 1717 mężczyzn.
W 2001 roku rozkład populacji względem narodowości i przynależności etnicznej oraz religijnej wyglądał następująco:
- Słowacy – 94,83%
- Romowie – 2,73%
- Czesi – 1,12%
- Węgrzy – 0,27%
- Niemcy – 0,16%
- Polacy – 0,03%
- Ukraińcy – 0,03%.

Wyznania:
- katolicy – 43,35%
- ewangelicy – 41,79%
- grekokatolicy – 1,82%
- prawosławni – 0,32%
- inni – 0,35%
- niewierzący – 9,67%
- przynależność niesprecyzowana – 1,74%

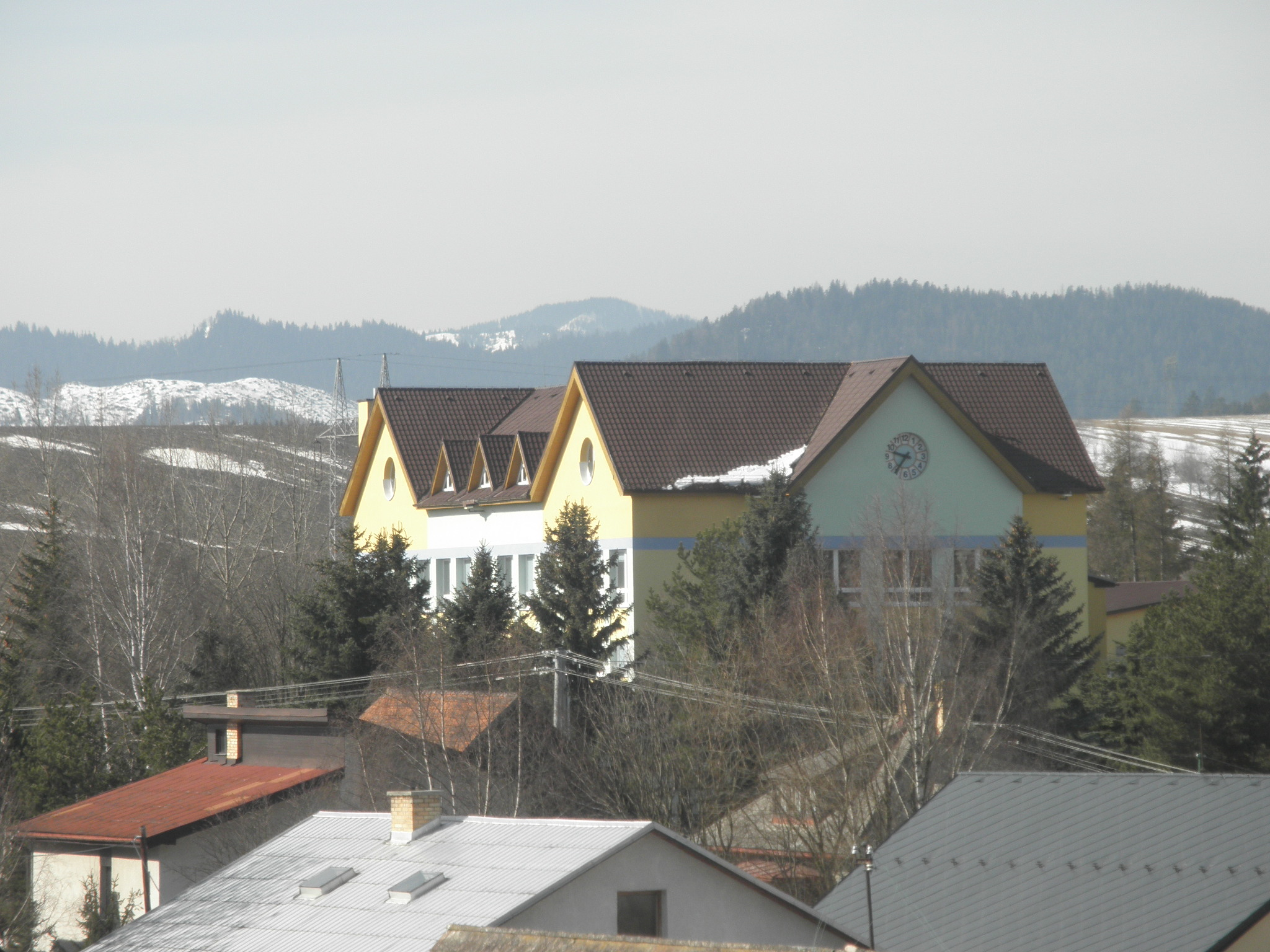
Szkoła podstawowa
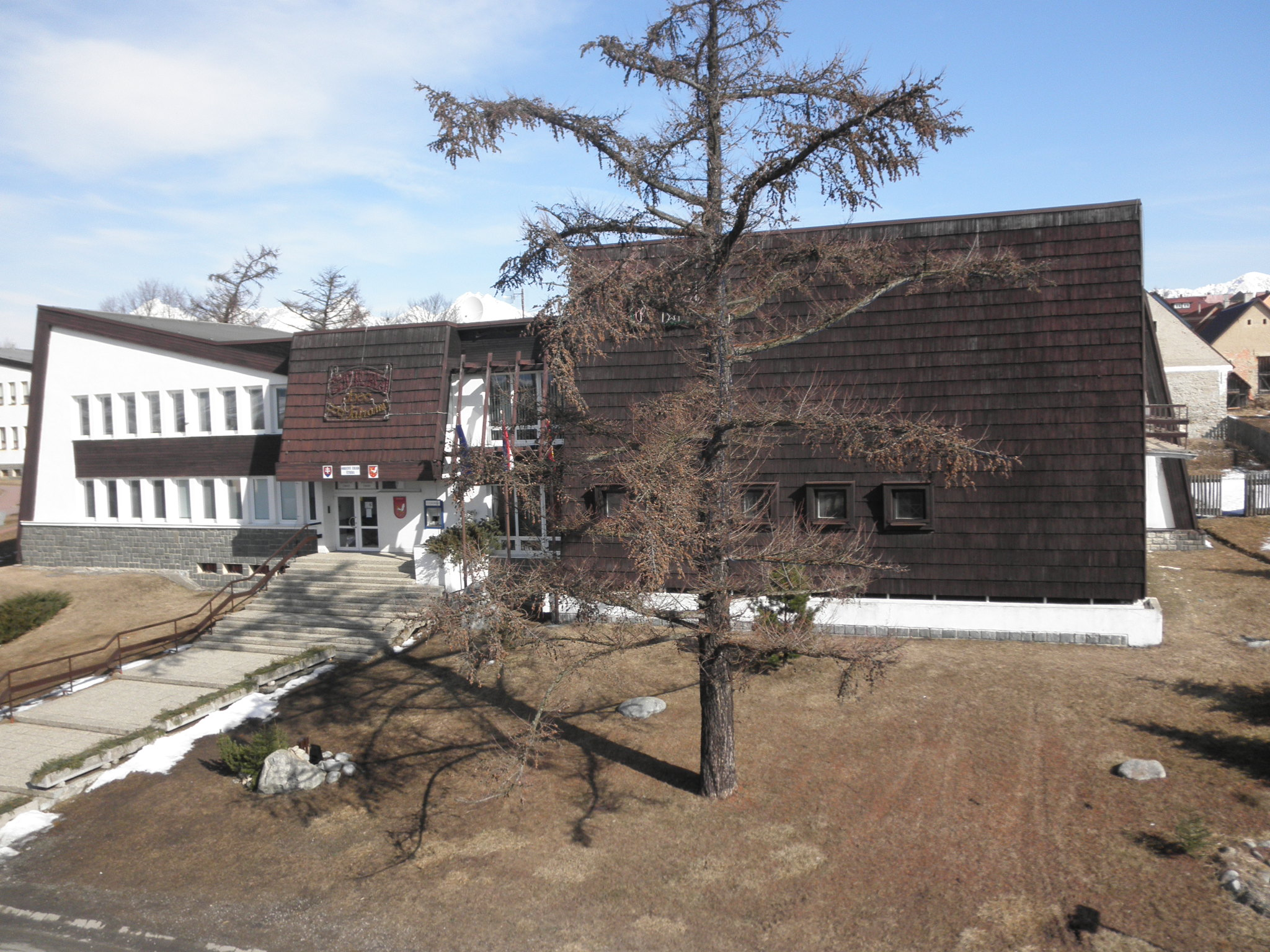
Urząd gminy
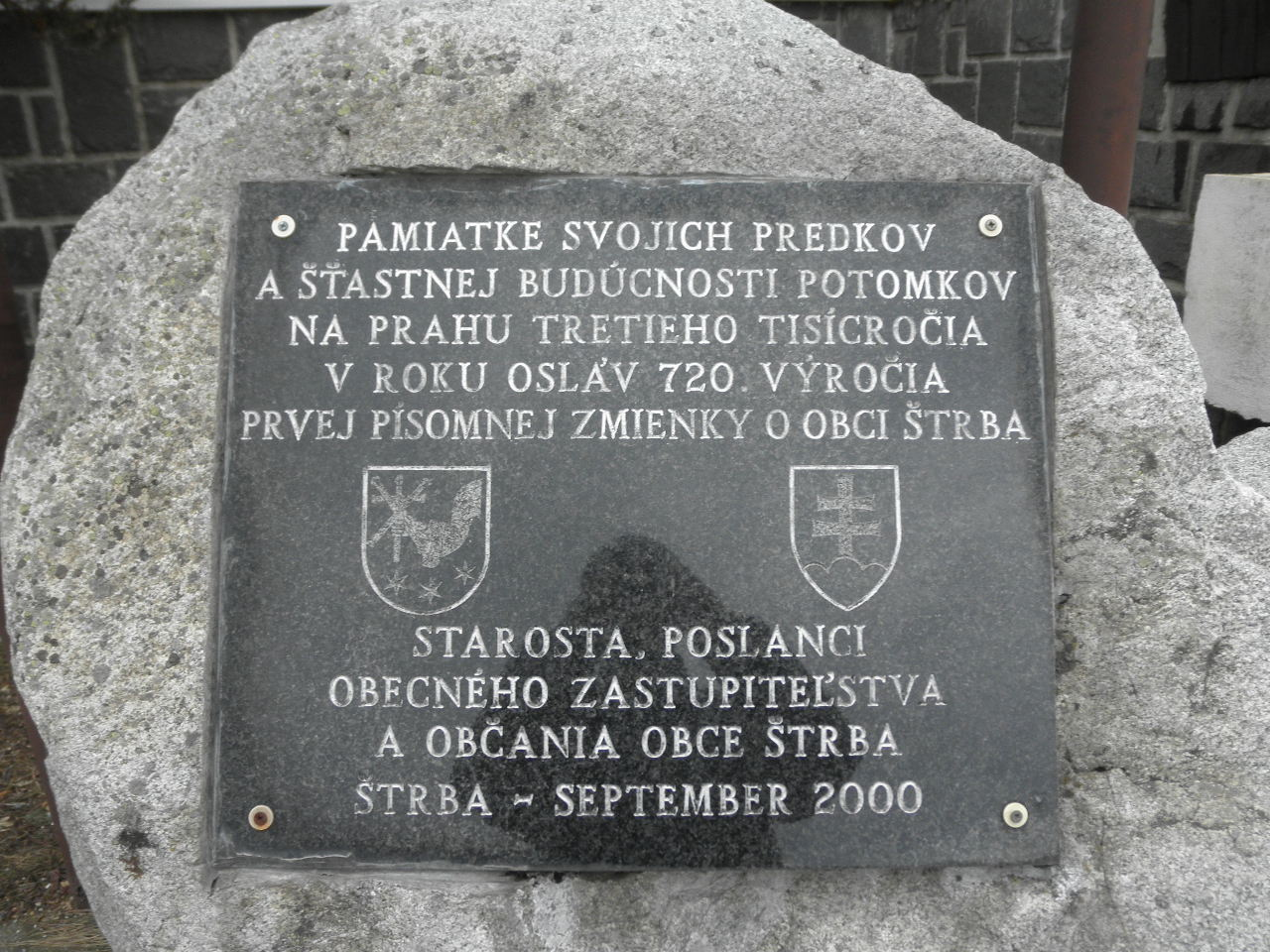
Tablica przed urzędem gminy
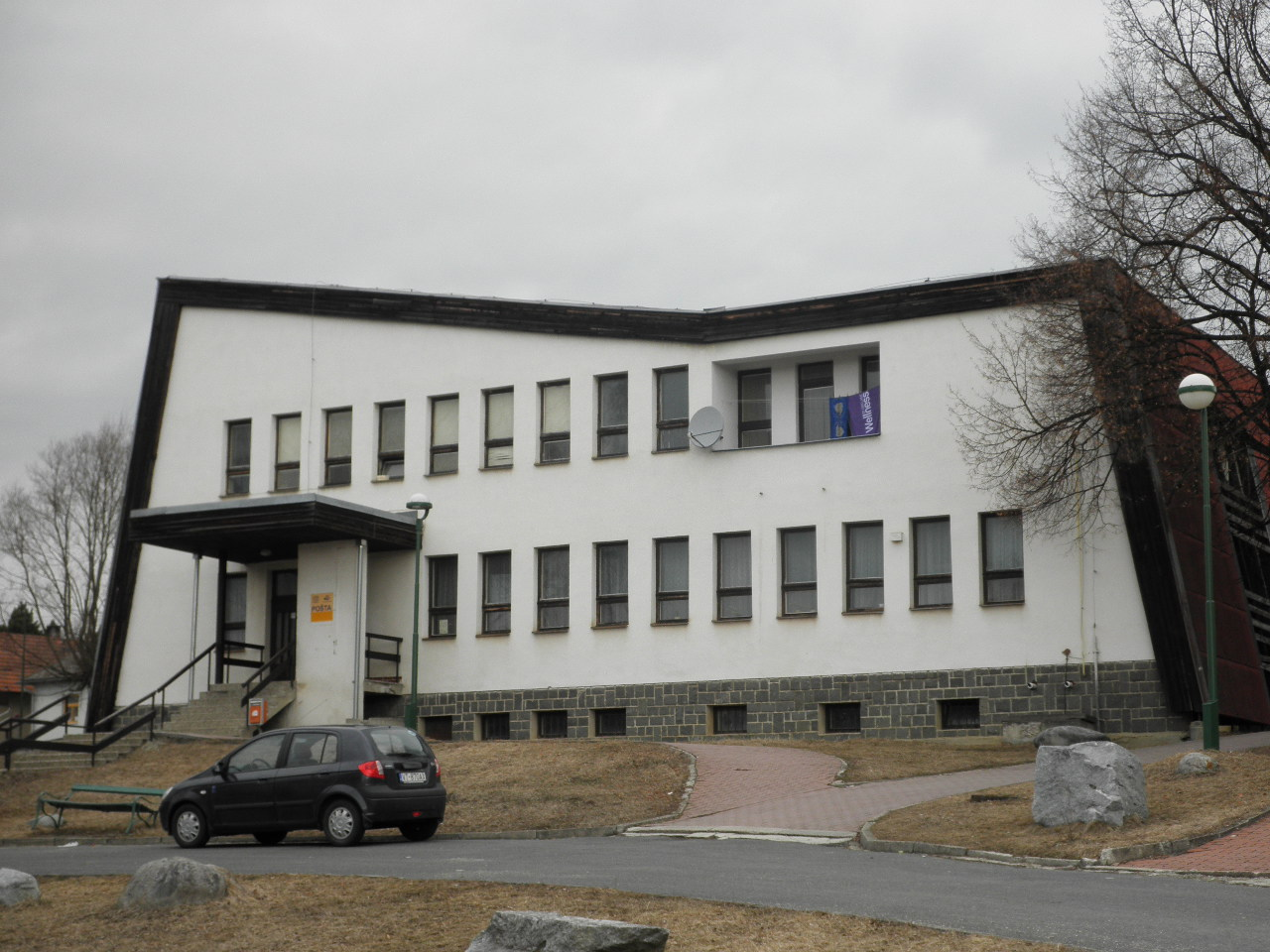
Budynek poczty
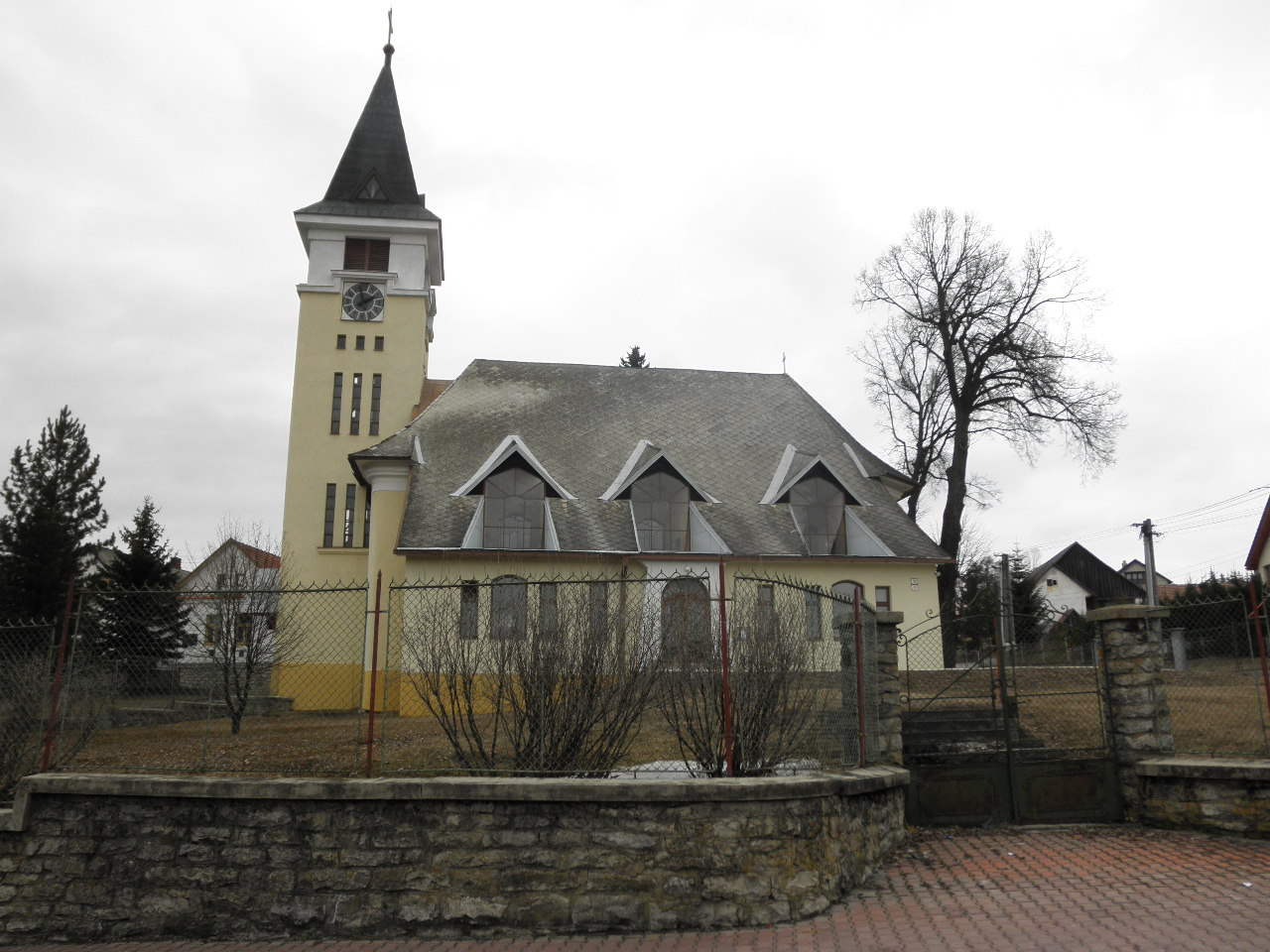
Kościół ewangelicki
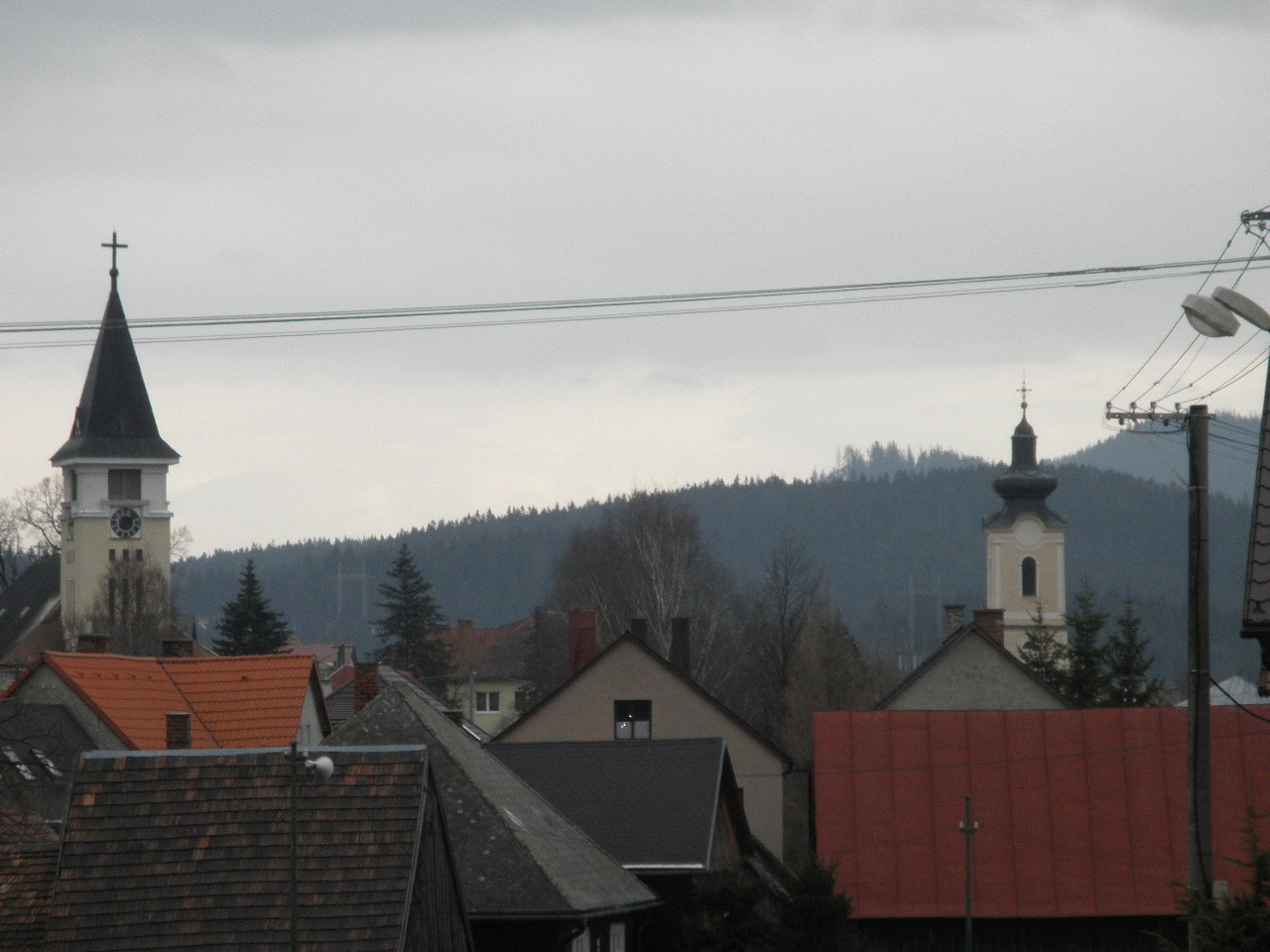
Kościoły we wsi
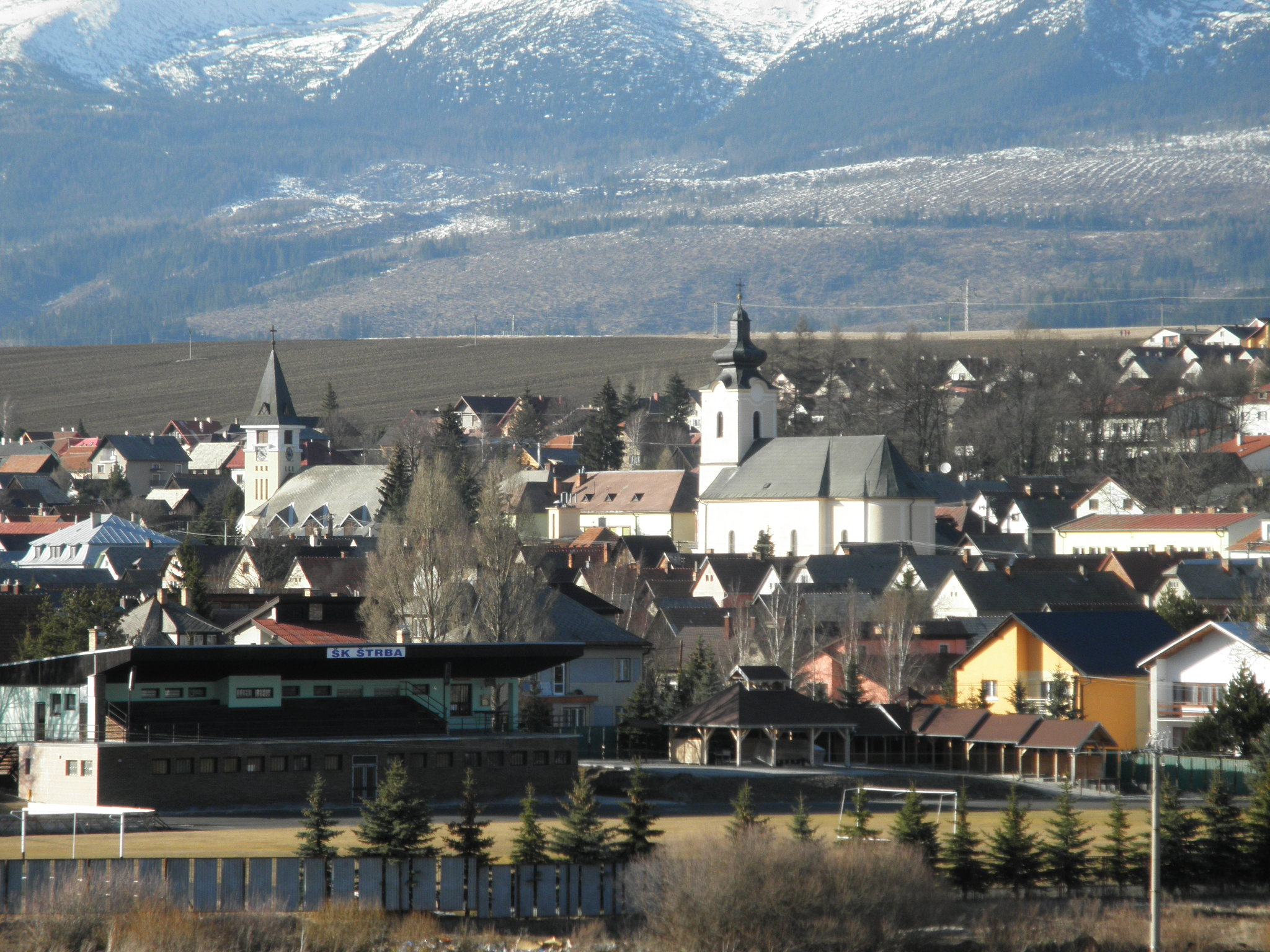
Kościoły i stadion sportowy
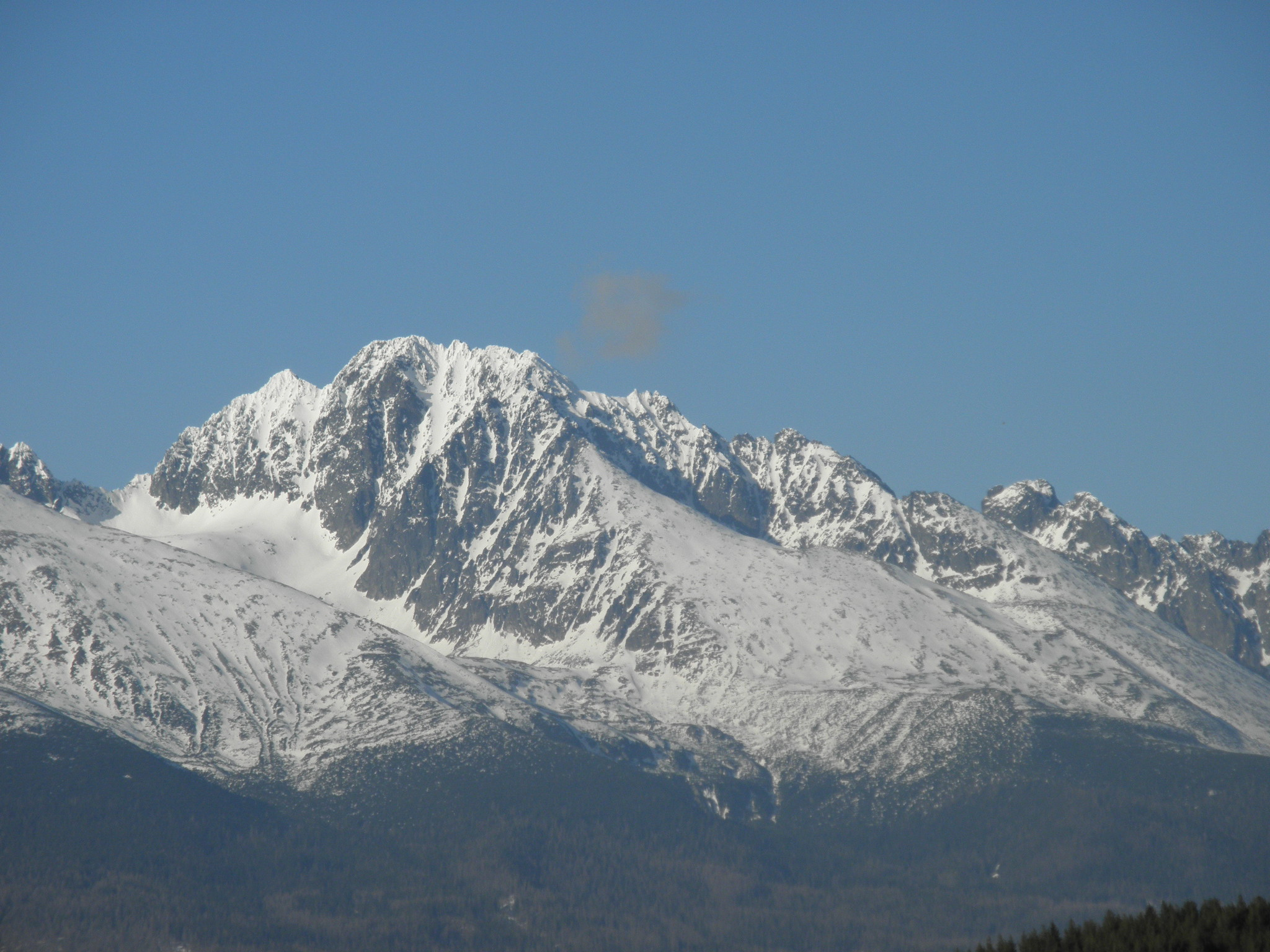
Gerlach